# شهرداری بن عکنون
شهرداری بن عکنون (به عربی: بلدية بن عكنون) یک شهرداری در الجزایر است که در استان الجزیره واقع شده‌است. شهرداری بن عکنون ۱۸٬۸۳۸ نفر جمعیت دارد.